# Shelby SuperCars
Shelby SuperCars Inc. (SSC) je americká automobilka založená v roce 1998. Pojmenována je podle majitele Jeroda Shelbyho (nikoliv podle autodesignéra Carolla Shelbyho). Společnost sídlí v západním Richlandu, nedaleko Tri-Cities ve Washingtonu a specializuje se na výrobu superaut. Tato společnost postavila SSC Aero.

## Historie
7. října roku 2008 společnost oznámila, že otevře svůj Dubajský showroom v říjnu 2008.
7. prosince roku 2008 SSC oznámilo plány odhalit Ultimate Aero EV (Electric Vehicle). SSC očekává výrobu prvního prototypu v únoru 2009. Firmou bylo uvedeno v tiskové zprávě, že automobil se dobije do 10 minut ze zásuvky o napětí 240 V. Tento údaj byl kritizován, protože tato rychlost dobíjení není možná. Tento údaj byl později opraven.
24. srpna soupeřili Shelby a Bugatti Automobiles o titul nejrychlejší sériové auto na světě. Průběh soupeření byl uveden v článku na usatoday.com, kde byly uvedeny informace, které Jerod Shelby potvrdil, když oficiálně oznámil novou generaci SSC Ultimate v září 2010. Na oficiálních internetových stránkách společnosti se od tohoto okamžiku začaly objevovat narážky na nadcházející odhalení nové generace SSC Ultimate, která mohla prolomit nový rekord Bugatti.
17. července 2011 SSC oznámilo další generaci pojmenovanou tuatara.
13. září 2007 získal vůz Ultimate Aero oficiální zápis do Guinnessovy knihy rekordů pro nejrychlejší sériově vyráběný automobil s rychlostí 412 km/h. 26. června 2010 byl ale překonán vozem Bugatti Veyron Super Sport, který drží současný rekord s maximální rychlostí 431,072 km/h.